# Anton Graff

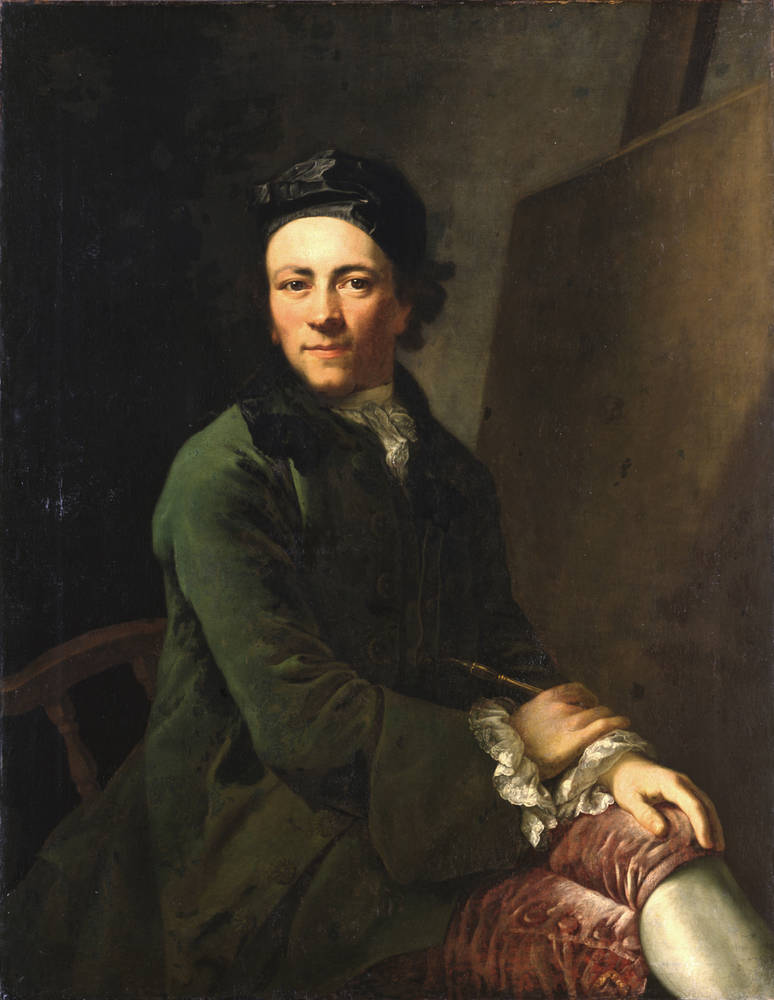
Chân dung Anton Graff do chính ông vẽ

Anton Graff (18 tháng 11 năm 1736 - 22 tháng 6 năm 1813) là một họa sĩ người Thụy Sĩ theo Trường phái Tân cổ điển. Là một họa sĩ vẽ chân dung, một số người làm mẫu vẽ cho ông bao gồm: nhà thơ Friedrich Schiller, vua Frederick II Đại đế, Christoph Willibald Gluck, Heinrich von Kleist, nữ Diễn viên Đức Sophie Seyler, v.v.. Trong đó, chân dung vua Frederick II Đại đế của người họa sĩ Thụy Sĩ này được xem như là kiệt tác vĩ đại nhất của ông. Bức chân dung về vị vua này của ông là bức chân dung đẹp nhất trong số các bức tranh về ông vua Phổ này. Những học trò của ông có: Emma Korner, Phillip Otto Runge và Karl Ludwig Kaaz.